# Павлик, Ева
Ева Павлик (нем. Eva Pawlik; 4 октября 1927 года, Вена, Австрия — 31 июля 1983 года, Вена, Австрия) — фигуристка из Австрии, серебряный призёр Олимпийских игр 1948 года, серебряный призёр чемпионата мира 1948 года, чемпионка Европы 1949 года, серебряный призёр чемпионата Европы 1948 года, четырёхкратная чемпионка Австрии 1946—1949 годов в женском одиночном катании. Также выступала в парном катании, став чемпионкой Австрии в 1942 году.

## Биография
Ева Павлик родилась в 1927 году, фигурным катанием занималась с 4 лет. В двенадцатилетнем возрасте она собиралась выступить на Олимпиаде 1940 года в одиночном разряде и в паре, с будущим мужем, Руди Зелигером. Этим планам помешала Вторая мировая война. С 1938 по 1945 годы Австрия была в составе Германии, и чемпионаты Австрии не проводились, вместо них проводились чемпионаты Восточной марки. В 1949 году, несмотря на приступ аппендицита, стала чемпионкой Европы. На чемпионате мира того же года Ева Павлик шла второй после Алены Врзанёвой, но у неё во время выступления сломался конёк. Выступить на чужих коньках не разрешили судьи. После этого чемпионата Павлик перешла в профессионалы и выступала в Vienna Ice Revue, снялась также, в нескольких кинофильмах. В 1954 году получила степень доктора философии за работу о поэзии Стефана Милова в Венском университете. В 1961 году стала комментировать на телевидении Österreichischer Rundfunk фигурное катание. С 1973 года преподавала английский и немецкий язык в одной из школ Вены. В 1979 году серьёзно заболела и умерла в 1983 году, через четыре месяца после смерти мужа.

## Спортивные достижения
| Соревнования/Сезоны | 1946 | 1947 | 1948 | 1949 |
| ------------------- | ---- | ---- | ---- | ---- |
| Зимние Олимпиады    |      |      | 2    |      |
| Чемпионаты мира     |      |      | 2    | WD   |
| Чемпионаты Европы   |      |      | 2    | 1    |
| Чемпионаты Австрии  | 1    | 1    | 1    | 1    |

- * WD = Снялась с соревнования

(в паре с Руди Зелигером)
| Соревнования/Сезоны | 1942 |
| ------------------- | ---- |
| Чемпионаты Австрии  | 1    |

## Фильмография
- 1939 — Sonnige Jugend
- 1951 — Весна на льду / Frühling auf dem Eis — Ева (главная роль)
- 1956 — Aus Essen: Eis mit Früchten serviert von der Scala-Eisrevue
- 1959 — Волшебное ревю / Traumrevue — Илона Карой
- 1962 — Три любовных письма из Тироля / Drei Liebesbriefe aus Tirol — танцовщица на льду